# Cyclodictyon molliculum
Cyclodictyon molliculum är en bladmossart som beskrevs av Brotherus 1907. Cyclodictyon molliculum ingår i släktet Cyclodictyon och familjen Hookeriaceae. Inga underarter finns listade i Catalogue of Life.